# Куперман, Борис Иосифович
Борис Иосифович Куперман (1933—2002) — советский и российский учёный-паразитолог, доктор биологических наук, профессор, член Нью-Йоркской академии наук.
Автор более 100 научных публикаций, в том числе монографий.

## Биография
Родился 20 сентября 1933 года в Белорусской ССР в еврейской семье.
После Великой Отечественной войны, где погиб отец Бориса, семья переехала в Ленинград. После окончания школы поступил в Ленинградский ветеринарный институт (ныне Санкт-Петербургская государственная академия ветеринарной медицины). В 1956 году, по окончании вуза, распределился на работу в Псковскую область и в течение пяти лет проработал ветеринарным врачом на селе.
Проявив интерес к паразитологии, решил продолжить своё образование в аспирантуре Зоологического института Академии наук СССР (ныне Зоологический институт РАН) в Ленинграде. Его научным руководителем был профессор, академик Б. Е. Быховский. Темой кандидатской диссертации, которую Борис Куперман защитил в 1967 году, была биология и эволюция ленточных червей рода Triaenophorus, паразитов пресноводных рыб. В 1973 году в издательстве «Наука» вышла в свет его монография «Ленточные черви рода Triaenophorus — паразиты рыб».
В 1965 году Б. И. Куперман поступил на работу в Институт биологии внутренних вод АН СССР (ныне Институт биологии внутренних вод имени И. Д. Папанина РАН). Здесь он создал кабинет электронной микроскопии, который впоследствии возглавлял с 1978 по 1985 год. В 1983 году он защитил докторскую диссертацию на тему «Функциональная морфология низших цестод», а в 1988 году опубликовал монографию на эту же тему. В 1985 году Куперман возглавил лабораторию низших организмов, которая в 1988 году была преобразована в лабораторию экологической паразитологии. В течение многих лет он являлся членом Ученого совета Института биологии внутренних вод. В 1987 году Борис Иосифович был удостоен медали Академии наук СССР за заслуги в науке, а в 1989 году — памятной медали академика К. И. Скрябина. В 1993 году был избран членом президиума Российского паразитологического общества и возглавил его Верхне-Волжское отделение. В 1995 году избран членом Нью-Йоркской Академии наук.
В 1996 году Борис Куперман переехал в США и поселился в городе Сан-Диего, штат Калифорния. С сентября 1996 года и до конца жизни работал в Государственном университете Сан Диего в качестве адъюнкт-профессора Биологического департамента и главного специалиста в Центре внутренних вод. Стал автором ряда научных работ на английском языке.
Умер 10 августа 2002 года в США.